# The Old Man & the Gun
The Old Man & the Gun es una película estadounidense de comedia y crimen escrita y dirigida por David Lowery, basada en la historia real de Forrest Tucker, un criminal y escapista de prisión. El guion está basado en el artículo de David Grann en The New Yorker de 2003 titulado «The Old Man and the Gun», el cual fue más tarde incluido en el libro de Grann de 2010 The Devil and Sherlock Holmes. Está protagonizada por Robert Redford, Casey Affleck, Danny Glover, Tika Sumpter, Tom Waits y Sissy Spacek. Es la última actuación de Redford, ya que anunció su intención de retirarse de la interpretación en agosto de 2018.
La película tuvo su preestreno mundial en el Festival de Cine de Telluride el 31 de agosto de 2018, proyectándose en las salas de Estados Unidos el 28 de septiembre por medio de Fox Searchlight Pictures.

## Reparto
- Robert Redford como Forrest Tucker.
- Casey Affleck como Detective John Hunt.
- Sissy Spacek como Jewel.
- Danny Glover como Teddy Green.
- Tika Sumpter como Maureen.
- Tom Waits como Waller.
- Elisabeth Moss como Dorothy.
- Isiah Whitlock, Jr. como Detective Gene Dentler.
- Keith Carradine como Capitán Calder.
- John David Washington como Lugarteniente Kelley.
- Augustine Frizzell como Sandrine.
- Gen Jones como Señor Owens.

## Producción
En octubre de 2016, se anunció que Casey Affleck y Robert Redford se habían unido al reparto de la película, con David Lowery dirigiendo la película, desde un guion que él mismo escribió. James D. Stern, Jeremy Steckler, Dawn Ostroff, Redford, Anthony Mastromauro, y Bill Holderman servirían como productores de la película con sus compañías Endgame Entertainment y Condé Nast, respectivamente. En marzo de 2017, Tika Sumpter, Sissy Spacek, Danny Glover, Tom Waits, Elisabeth Moss, e Isiah Whitlock, Jr. se unieron al reparto de la película. En abril de 2017, Keith Carradine se unió al reparto.

### Rodaje
La fotografía principal comenzó en Dayton, Ohio el 3 de abril de 2017.

## Estreno
En marzo de 2017, Fox Searchlight Pictures adquirió los derechos de distribución de la película. Esta tuvo su premier mundial en el Festival de Cine de Telluride el 31 de agosto de 2018. También se proyectó en el Festival Internacional de Cine de Toronto el 10 de septiembre de 2018. La película se estrenaría el 5 de octubre de 2018, pero su estreno fue adelantado al 28 de septiembre de 2018.

## Recepción
The Old Man & the Gun ha recibido reseñas positivas de parte de la crítica y de la audiencia. En Rotten Tomatoes, la película posee una aprobación de 89%, basada en 149 reseñas, con una calificación de 7.4/10, mientras que de parte de la audiencia tiene una aprobación de 62%, basada en 1190 votos, con una calificación de 3.4/5.
Metacritic le ha dado a la película una puntuación de 79 de 100, basada en 43 reseñas, indicando «reseñas generalmente favorables». En el sitio IMDb los usuarios le han dado una calificación de 7.4/10, sobre la base de 2470 votos. En la página FilmAffinity tiene una calificación de 6.9/10, basada en 21 votos.